# Portughezi
Portughezii sunt un popor indo-european, a cărui origine se găsește în Portugalia, Peninsula Iberică.

## Diaspora
| Țară                | Populație |
| ------------------- | --------- |
| Franța              | 644.206   |
| Brazilia            | 329.000   |
| Elveția             | 172.933   |
| Statele Unite       | 166.199   |
| Spania              | 146.035   |
| Canada              | 130.607   |
| China (incl. Macau) | 129.735   |
| Luxemburg           | 88.200    |
| Angola              | 94.767    |
| Germania            | 92.472    |
| Regatul Unit        | 90.000    |
| Africa de Sud       | 80.476    |
| Venezuela           | 74.067    |
| Australia           | 50.157    |
| Belgia              | 43.509    |
| Mozambic            | 20.413    |